# Hadżdżi Behzad
Hadżdżi Behzad (perski: حاجي بهزاد) – miejscowość w Iranie, w ostanie Azerbejdżan Zachodni. W 2006 roku miejscowość liczyła 1458 mieszkańców w 340 rodzinach.